# Kespekewaq
Kespekewaq (Gespegiag), jedan od sedam distrikata Micmac Indijanaca iz Kanadske provincije New Brunswick.
Danas ovaj distrikt naseljavaju suvremene bande Eskinuopitijk (Burnt Church First Nation ili Esgenoôpetitj), Kékwapskuk (Pabineau First Nation), Keskapekiaq (Gesgapegiag First Nation, prije Maria First Nation), Kespék (Gespeg First Nation), Listukujk First Nation (Listuguj Mi'gmaq), Metepnákiaq (Metepenagiag First Nation, prije Red Bank First Nation), Natuaqanek (Eel Ground First Nation ili Natoaganeg), Oqpíkanjik (Eel River First Nation) i Ulustuk (Aroostook First Nation).